# 具本粲
具 本粲（ク・ボンチャン、朝鮮語: 구본찬、1993年1月31日 - ）は、大韓民国のアーチェリー選手。
本貫は綾城具氏。現在は現代製鉄アーチェリー団に所属している。身長181cm、体重84kg。

## 経歴
2016年リオデジャネイロオリンピックの男子団体戦において李承潤、キム・ウジンとともに金メダルを獲得し、個人戦でも金メダルを獲得した。